# Cayetano Brulé
Cayetano Brulé es un personaje de ficción creado por el novelista chileno Roberto Ampuero. Brulé (brûlé significa quemado), apareció por primera vez en ¿Quién mató a Cristián Kustermann?, publicada en 1993, y desde entonces ha protagonizado Boleros en La Habana (1994), El alemán de Atacama (1996), Cita en el Azul Profundo (2004), Halcones de la noche (2005), El caso Neruda (2008), Bahía de los misterios (2013) y Demonio (2021).

## Biografía ficticia
La familia de Cayetano por su lado materno, los Brulé, provienen de un pueblo costero llamado Granville, ubicado en el departamento de Mancha (Francia), en la región de la Baja Normandía, en la costa de la bahía del Monte Saint-Michel, Francia, de origen campesino emigraron a América. Se dividieron en dos ramas, la primera llegó a la isla de Chiloé, Chile, a fines del siglo XIX, y la rama directa de Cayetano Brulé vivió en el siglo XVIII en Haití, isla de la que huyeron durante la revolución de Toussaint Louverture, estableciéndose en Santiago de Cuba.
Cayetano Brulé nació en Luyanó, La Habana cerca de 1950, donde vivía en la casa de sus abuelos paternos, emigró con sus padres a Florida en 1956, tres o seis años antes de que Fidel Castro llegara al poder (para fines de 1993 ninguno de sus parientes directos vivía en Cuba, todos habían emigrado a Miami, Ciudad de México o Madrid). Su padre, Gastón Brulé era un trompetista que trabajaba entonces en una de las numerosas orquestas cubanas de mambo, se marchó con su familia a probar suerte en Nueva York. Gastón tuvo problemas en Nueva York debido a que su contrato para integrarse a la farándula no fue reconocido por un agente de espectáculos, y debió tocar los fines de semana en una orquesta de dudosa calidad en el Bronx. Pero en 1959, cuando Cayetano tenía 15 años de edad, y debido al frío, los alquileres elevados y la competencia desleal de grupos musicales mediocres amparados por gánsteres, los obligó a mudarse a Key Wast, donde Gastón trabajó como torcedor de tabaco en la empresa Hidalgg-Gato, cerca del puerto. Al poco tiempo, y debido al triunfo de la revolución de Cuba, Cayetano fue testigo del arribo de miles de compatriotas que huían de los barbudos.
Estudió y trabajó en Estados Unidos realizando el servicio militar en las fuerzas acantonadas en Alemania, en las cercanías del aeropuerto de Fráncfort.
En 1971 vivía en los Cayos de la Florida, fue entonces cuando conoció a Ángela Undurraga, una "chilena burguesa revolucionaria, que estudiaba en Miami y una tarde de primavera lo introdujo, aún no sabía bien por medio de qué artificios de la dialéctica materialista, en una nave de Panamá con destino a Chile."
Tenía una perrita llamada Esperanza, una perra callejera blanca sin raza, que había recogido de la calle años después de que su esposa lo abandonara. El detective tiene a su lado a un asistente, llamado Bernardo Suzuki, hijo de un marinero japonés que había atracado por unas horas en Valparaíso, y de una chilena que murió de pulmonía

## Legado
Cayetano Brulé ha apareció hace quince años en el mundo literario y se fue estableciendo como uno de los grandes personajes literarios chilenos. Ampuero comentó en el 2006:

"Cayetano Brulé es un proletario de la investigación, como sostienen en Italia. Nació en el Caribe y siente nostalgia por él, pero ha encontrado una nueva patria en Valparaíso. Es hoy un porteño de tomo y lomo, pero con aires cosmopolitas. Las ediciones de mis libros en Europa destacan que Cayetano vive en una ciudad como no hay otra en el mundo. Y acá lo quieren mucho, por eso algunos piensan que efectivamente vive en el Paseo Gervasoni y llega gente al Reloj Turri a ver sus oficinas. Hace poco nos contaban que en el J Cruz, el Valparaíso Eterno, el Café Riquet, el Bar Cinzano, el Café del Poeta, el Pasta e Vino o el Café Turri preguntan por su mesa o platos favoritos. En Viña del Mar, en Uno Norte, hay hasta un restaurante que ofrece 'Champiñones a la Cayetano Brulé'. Es fantástica la forma en que Cayetano se ha ido fusionando con la ciudad. Es una gran alegría, y esperemos a ver qué pasa cuando lleguen los turistas chinos con un Cayetano bajo el brazo, buscando sus picadas…"

## Obras
- (1993), ¿Quién mató a Cristián Kustermann?, Editorial Planeta
- (1994), Boleros en La Habana, Planeta
- (1996), El alemán de Atacama, Planeta
- (2004), Cita en el Azul Profundo, Planeta
- (2005), Halcones de la noche, Planeta
- (2008), El caso Neruda, Norma
- (2013), Bahía de los misterios, Random House Mondadori
- (2021), "Demonio", Sudamericana